# Gårding
Gårding (av holländska gording) är ett rep som används för att bärga ett råsegel eller för att dämpa eller ta vinden ur det. Gårdingarna sitter fast antingen vid seglets undre lik (bukgårdingar) eller vid dess stående lik (nockgårdingar), och leds därifrån på seglets förkant genom block över eller på rån. De gårdingar som sitter på seglets akterkant kallas slabbgårdingar (buk- och nockslabbgårdingar). Gårdingar namnges efter de segel de tillhör, till exempel fockebuk- och fockenockgårdingar, stormärsedämpgårding och så vidare.